# Popillia medleri
Popillia medleri är en skalbaggsart som beskrevs av Limbourg 2006. Popillia medleri ingår i släktet Popillia och familjen Rutelidae. Inga underarter finns listade i Catalogue of Life.